# Johannes Jacobus Janssen (1810)
Johannes Jacobus Janssen (Eindhoven, 18 februari 1779 - Eindhoven, 3 mei 1818) is een voormalig burgemeester van de Nederlandse stad Eindhoven. 
Janssen werd geboren als zoon van Burgemeester Antonius Janssen en Joanna Marcella van Hooff, zuster van de Patriot Johan Frederik Rudolph van Hooff, en broer van de latere Burgemeester Josephus Johannes Janssen. 
Van 1810 tot 1812 was hij Maire van Eindhoven. Hij was echter in 1812 met onbekende bestemming vertrokken, zodat de Prefect in 1812 een nieuwe Maire aan moest stellen. 
Johannes Jacobus Janssen stierf ongehuwd.